# Foras

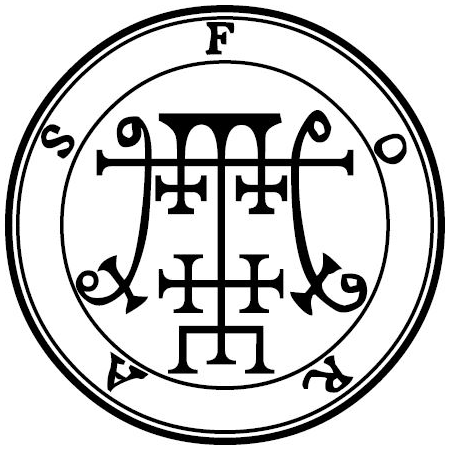
Selo de Foras.

Na demonologia, Foras (pronunciado também como Forcas ou Forrasis) é o poderoso Presidente do Inferno, sob o comando de vinte e nove legiões de demônios. Ele ensina a lógica e a ética em todas as suas sucursais, as virtudes de todas as ervas e pedras preciosas, pode fazer do homem, uma pessoa espirituosa, perspicaz, invisível (invencível, de acordo com alguns autores), e viver muito durante muitos anos, e pode descobrir tesouros e recuperar as coisas perdidas. Ele é retratado como um homem forte.

## Referencias
1. ↑  Foras DeliriumsRealm.com